# Garfield: Mèo béo siêu quậy
Garfield: Mèo béo siêu quậy là một bộ phim điện ảnh hoạt hình Mỹ thuộc thể loại hài – phiêu lưu ra mắt vào năm 2024 dựa trên bộ truyện tranh Garfield của Jim Davis (do Columbia Pictures và Alcon Entertainment sản xuất trong bộ phim hoạt hình đầu tiên), hoạt hình bởi DNEG Animation và phân phối bởi Sony Pictures Releasing. Phim do Mark Dindal đạo diễn từ kịch bản của Paul A. Kaplan, Mark Torgove và David Reynolds. Phim có sự tham gia lồng tiếng của Chris Pratt trong vai nhân vật chính, cùng với các diễn viên phụ gồm Samuel L. Jackson, Hannah Waddingham, Ving Rhames, Nicholas Hoult, Cecily Strong, Harvey Guillén, Brett Goldstein và Bowen Yang.